# STENTOR
Pour les articles homonymes, voir Stentor (homonymie).
STENTOR, acronyme de Satellite de télécommunications pour expérimenter les nouvelles technologies en orbite, est un satellite de télécommunications français expérimental perdu au cours de sa mise en orbite le 11 décembre 2002 à la suite de la destruction du premier lanceur Ariane 5 ECA en vol. Le satellite devait permettre de tester en orbite plusieurs technologies nouvelles développées par ses constructeurs Alcatel Espace et Matra Marconi Space.

## Historique
Le programme STENTOR est décidé en octobre 1994 par le gouvernement français. Il est financé par le CNES avec des contributions du ministère de la Défense français et des constructeurs Alcatel Space Industries et Matra Marconi Space (devenus par la suite Astrium). Le développement du satellite a deux objectifs : permettre de tester de nouvelles technologies appliquées à la plateforme comme à la charge utile et promouvoir de nouvelles techniques de transmission par satellite. La durée de vie prévue est de 9 ans et le satellite doit être placé sur une orbite géostationnaire au niveau de la longitude 11° ouest (au-dessus du Gabon). Le satellite est perdu le 11 décembre 2002 lors de son lancement par le premier exemplaire de la fusée Ariane 5 ECA. 

## Caractéristiques techniques
Le satellite, dont les dimensions au lancement sont de 4,5 m x 3,2 m x 2,6 m, a une masse au départ de 2 080 kg et une masse à sec de 1 186 kg. Son envergure atteint 15,6 m en orbite lorsque les panneaux solaires sont déployés. La charge utile comprend trois répéteurs en bande Ku et un répéteur 20–44 GHz. Matra Marconi fournit l'avionique de sa plateforme Eurostar-3000 et Alcatel Space fourni la plateforme Spacebus-3000 ainsi que le reste de la charge utile. 
STENTOR incorpore un grand nombre d'innovations techniques au niveau de la plateforme :
- quatre propulseurs à effet Hall destinés à réaliser le maintien à poste du satellite : deux SPT-100 de FAKEL et deux PPS-1350 de SNECMA[3] ;
- un mécanisme d'orientation de la poussée ;
- un réservoir permettant de stocker sous haute pression le xénon utilisé par la propulsion plasmique ;
- des cellules solaires à haut rendement à l'arséniure de gallium permettant aux panneaux solaires de fournir 2,5 kW ;
- un système d'évacuation de la chaleur utilisant une pompe fonctionnant par capillarité ;
- des batteries lithium-ion permettant de multiplier par 2 la quantité d'énergie stockée au kg.

Au niveau de la charge utile, les innovations concernent les antennes et le caractère paramétrable de la configuration.

### Sources
- (en) Philippe Raizonville et al., « Demontrations of new telecommunication service using STENTOR service », ?, vol. x,‎ 2001, p. 1-5 (lire en ligne)
- (en) Franck Darnon et al., « Plasma Propulsion on STENTOR satellite ; in flight Acceptance Operations and Experimental Program », Electric Rocket Propulsion Society, vol. x,‎ 15 octobre 2001, p. 1-8 (lire en ligne)